# Liste der Baudenkmäler in Zell im Fichtelgebirge
Auf dieser Seite sind die Baudenkmäler in dem oberfränkischen Markt Zell im Fichtelgebirge zusammengestellt. Diese Tabelle ist eine Teilliste der Liste der Baudenkmäler in Bayern. Grundlage ist die Bayerische Denkmalliste, die auf Basis des Bayerischen Denkmalschutzgesetzes vom 1. Oktober 1973 erstmals erstellt wurde und seither durch das Bayerische Landesamt für Denkmalpflege geführt wird. Die folgenden Angaben ersetzen nicht die rechtsverbindliche Auskunft der Denkmalschutzbehörde.

## Baudenkmäler nach Gemeindeteilen

### Zell
| Lage                                                                                          | Objekt                                         | Beschreibung                                                                                              | Akten-Nr.     | Bild                |
| --------------------------------------------------------------------------------------------- | ---------------------------------------------- | --- | ------------- | ------------------- |
| Bahnhofstraße 3 (Standort)                                                                    | Wohnstallhaus                                  | Zweigeschossig, mit Halbwalmdach, erste Hälfte 19. Jahrhundert                                            | D-4-75-189-1  | BW                  |
| Fabrikweg 2 (Standort)                                                                        | Wohnstallhaus                                  | Zweigeschossig, mit Halbwalmdach, bezeichnet „1831“                                                       | D-4-75-189-2  | Wohnstallhaus       |
| Marktplatz (Standort)                                                                         | Evangelisch-lutherische Pfarrkirche St. Gallus | Saalbau mit Nordturm, 1831–35 über Kern des 18. Jahrhunderts; mit Ausstattung                             | D-4-75-189-5  | weitere Bilder      |
| Marktplatz 4 (Standort)                                                                       | Wohnhaus                                       | Zweigeschossig, mit Halbwalmdach und flachem Mittelrisalit, Ecklisenen, bezeichnet „1833“                 | D-4-75-189-3  | Wohnhaus            |
| Marktplatz 6 (Standort)                                                                       | Pfarrhaus                                      | Zweigeschossiger Walmdachbau mit Mezzaningeschoss, 1833–34                                                | D-4-75-189-4  | Pfarrhaus           |
| Marktplatz 10 (Standort)                                                                      | Gasthaus                                       | Zweigeschossiges Halbwalmdachhaus mit übergiebeltem Eingangsrisalit, bezeichnet „1831“                    | D-4-75-189-6  | Gasthaus            |
| Marktplatz 13 (Standort)                                                                      | Ehemaliges Gasthaus                            | Zweigeschossiger Halbwalmdachbau, um 1835                                                                 | D-4-75-189-7  | Ehemaliges Gasthaus |
| Marktplatz 14 (Standort)                                                                      | Wohnhaus                                       | Zweigeschossig, mit Halbwalmdach, um 1835                                                                 | D-4-75-189-8  | Wohnhaus            |
| Münchberger Straße 11 (Standort)                                                              | Wohnhaus                                       | Zweigeschossig, mit Halbwalmdach, Eckquaderung, bezeichnet „1824“                                         | D-4-75-189-10 | Wohnhaus            |
| Münchberger Straße 13 (Standort)                                                              | Wohnhaus                                       | Zweigeschossig, aus Sandsteinquadern, mit Halbwalmdach, erste Hälfte 19. Jahrhundert                      | D-4-75-189-11 | Wohnhaus            |
| Münchberger Straße 15 (Standort)                                                              | Wohnhaus                                       | Zweigeschossig, mit Frackdach und Fachwerkgiebel, Ende 18. Jahrhundert                                    | D-4-75-189-12 | Wohnhaus            |
| Waldsteinweg 9 (Standort)                                                                     | Wohnhaus                                       | Zweigeschossig, mit Büttnerwerkstatt, Frackdach, Obergeschoss verschalt, 18. Jahrhundert; mit Ausstattung | D-4-75-189-13 | Wohnhaus            |
| Saalbrunnen, am Fuße des Großen Waldsteins, im Münchberger Wald (Standort)                    | Quellfassung der Sächsischen Saale             | Granit, bezeichnet „1869“                                                                                 | D-4-75-189-26 | weitere Bilder      |
| Scheibe, 1,2 km südlich des Ortes im Münchberger Stadtwald am südlichen Weiherrand (Standort) | Grenzstein                                     | Granit, bezeichnet „1755“                                                                                 | D-4-75-189-27 | Grenzstein          |

### Friedmannsdorf
| Lage                         | Objekt    | Beschreibung                                 | Akten-Nr.     | Bild |
| ---------------------------- | --------- | -------------------------------------------- | ------------- | ---- |
| Friedmannsdorf 18 (Standort) | Bauernhof | Wohnhaus mit Frackdach, Ende 18. Jahrhundert | D-4-75-189-14 | BW   |

### Grossenau
| Lage                                                        | Objekt     | Beschreibung                | Akten-Nr.     | Bild       |
| ----------------------------------------------------------- | ---------- | --------------------------- | ------------- | ---------- |
| Weberholzflur, an der Straße nach Friedmannsdorf (Standort) | Grenzstein | Granit, 16./17. Jahrhundert | D-4-75-189-16 | Grenzstein |

### Großlosnitz
| Lage                      | Objekt     | Beschreibung                         | Akten-Nr.     | Bild |
| ------------------------- | ---------- | ------------------------------------ | ------------- | ---- |
| Großlosnitz 13 (Standort) | Steintafel | Mit Versinschrift, bezeichnet „1803“ | D-4-75-189-17 | BW   |

### Kleinlosnitz
| Lage                      | Objekt                                              | Beschreibung | Akten-Nr.     | Bild                                                |
| ------------------------- | --------------------------------------------------- | --- | ------------- | --------------------------------------------------- |
| Kleinlosnitz 1 (Standort) | Mühle                                               | Zweigeschossiges Wohnstallhaus mit Halbwalmdach, Eckquaderung, Fachwerkgiebel, 18./19. Jahrhundert | D-4-75-189-18 | Mühle                                               |
| Kleinlosnitz 5 (Standort) | Dreiseithof, sogenannter Oberer Hof                 | Zweigeschossiges Wohnstallhaus mit schiefergedecktem Halbwalmdach, im Kern 1790, verändert 1913, Scheune, verbrettertes Fachwerk mit Satteldach, 1947, Schupfen, Massivbau und verbrettertes Fachwerk mit Satteldach, 1923, vor dem Wohnstallhaus Brunnentrog aus Granit, bezeichnet „1790“                   | D-4-75-189-31 | Dreiseithof, sogenannter Oberer Hof                 |
| Kleinlosnitz 6 (Standort) | Vierseithof, sogenannter Unterer Hof oder Dietelhof | Wohnstallhaus mit Frackdach, teilweise verbrettertes Fachwerkobergeschoss, wohl 1789, 1864 Umbauten, Scheune mit hohem Satteldach, 1790, zweigeschossiger Schupfen mit Satteldach, Massivbau, Verbretterung, 1915, Torhaus mit angebautem Bienenhäuschen im Süden, hölzerner Satteldachbau, bezeichnet „1791“ | D-4-75-189-19 | Vierseithof, sogenannter Unterer Hof oder Dietelhof |

### Lösten
| Lage                                                      | Objekt        | Beschreibung                                                     | Akten-Nr.     | Bild       |
| --------------------------------------------------------- | ------------- | ---------------------------------------------------------------- | ------------- | ---------- |
| Lösten 8 (Standort)                                       | Wohnstallhaus | Eingeschossig, mit Satteldach, Fachwerkgiebel, bezeichnet „1852“ | D-4-75-189-20 | BW         |
| Fichtig, Löstener Weg, am Weg nach Großlosnitz (Standort) | Steinkreuz    | Granit, spätmittelalterlich                                      | D-4-75-189-21 | Steinkreuz |

### Mödlenreuth
| Lage                                                        | Objekt     | Beschreibung                 | Akten-Nr.     | Bild       |
| ----------------------------------------------------------- | ---------- | ---------------------------- | ------------- | ---------- |
| Bühl, 800 m westlich des Ortes, an einem Waldweg (Standort) | Steinkreuz | Sandstein, bezeichnet „1687“ | D-4-75-189-23 | Steinkreuz |

### Oberhaid
| Lage                  | Objekt        | Beschreibung                                                    | Akten-Nr.     | Bild |
| --------------------- | ------------- | --------------------------------------------------------------- | ------------- | ---- |
| Oberhaid 2 (Standort) | Wohnstallhaus | Zweigeschossig, mit Satteldach, Eckquaderung, bezeichnet „1799“ | D-4-75-189-24 | BW   |

### Schnackenhof
| Lage                                                  | Objekt           | Beschreibung            | Akten-Nr.     | Bild             |
| ----------------------------------------------------- | ---------------- | ----------------------- | ------------- | ---------------- |
| Kreisstraße HO 19, an der Straße nach Zell (Standort) | Drei Steinkreuze | Granit, mittelalterlich | D-4-75-189-25 | Drei Steinkreuze |

### Waldstein
| Lage                                          | Objekt              | Beschreibung | Akten-Nr.     | Bild           |
| --------------------------------------------- | ------------------- | --- | ------------- | -------------- |
| Arnstein, auf dem Großen Waldstein (Standort) | Bärenfang           | Langgestreckter, rechteckiger Granitbau, 17. Jahrhundert, modernes Dach | D-4-75-189-29 | weitere Bilder |
| Großer Waldstein (Standort)                   | Burgruine Waldstein | Ostburg, 12./13. Jahrhundert, im Spätmittelalter abgetragen, erhaltene Kapellenruine, 13. Jahrhundert; Westburg, sogenanntes Rotes Schloss, 13./14. Jahrhundert, 1523 zerstört | D-4-75-189-28 | weitere Bilder |
| Schanze; See ()                               | Grenzsteine         | Granit, 18. Jh.; am Großen Waldstein weitere zugehörige Grenzsteine im gemeindefreien Gebiet Weißenstadter Forst-Nord                                                          | D-4-75-189-30 |                |

## Abgegangene Baudenkmäler
In diesem Abschnitt sind Objekte aufgeführt, die früher einmal in der Denkmalliste eingetragen waren, jetzt aber nicht mehr existieren, z. B. weil sie abgebrochen wurden. Aktennummern in diesem Abschnitt sind ehemalige, jetzt nicht mehr gültige Aktennummern.

| Lage                              | Objekt        | Beschreibung                                                         | Akten-Nr.     | Bild          |
| --------------------------------- | ------------- | -------------------------------------------------------------------- | ------------- | ------------- |
| Grossenau Grossenau 26 (Standort) | Wohnstallhaus | Mit Frackdach, verputztes Fachwerkobergeschoss, Ende 18. Jahrhundert | D-4-75-189-15 | Wohnstallhaus |